# ساواجو
ساواجو (به ترکی استانبولی: Savuca) شهری است در کشور ترکیه که در استان آیدین واقع شده‌است. جمعیت این شهر بر اساس سرشماری سال ۲۰۰۸ میلادی ۸٬۰۶۳ نفر و بر اساس برآوردهای سال ۲۰۰۹ میلادی ۷٬۹۳۴ نفر می‌باشد.